# Hyet
Hyet ist eine Gemeinde im französischen Département Haute-Saône in der Region Bourgogne-Franche-Comté.

## Geographie
Hyet liegt auf einer Höhe von 295 m über dem Meeresspiegel, sechs Kilometer nördlich von Rioz und etwa 17 Kilometer südlich der Stadt Vesoul (Luftlinie). Das Straßendorf erstreckt sich im Süden des Departements, in einem Tal westlich des Beckens der oberen Quenoche, zwischen den Anhöhen des Grand Bois de Mailley im Westen und des Bois Lajus im Osten.
Die Fläche des 6,47 km² großen Gemeindegebiets umfasst einen Abschnitt der gewellten Landschaft zwischen den Flusstälern von Ognon im Süden und Saône im Nordwesten. Der östliche Teil des Gebietes wird von der Talmulde von Hyet eingenommen. Sie öffnet sich nach Osten zum Becken von Quenoche. Nach Westen steigt das hügelige Gelände allmählich an zu den Höhen des Bois des Rêpes, auf denen mit 417 m die höchste Erhebung von Hyet erreicht wird, und des Grand Bois de Mailley (bis 405 m). Es zeigt ein lockeres Gefüge von Acker-, Wies- und Weideland sowie Wald. In geologischer Hinsicht bestehen die Höhen aus einer Wechsellagerung von kalkigen und sandig-mergeligen Schichten aus der oberen Jurazeit, während im Bois des Rêpes und im Grand Bois de Mailley Schichten der mittleren Jurazeit zutage treten. Topographisch gehört Hyet zum Einzugsgebiet der oberen Quenoche, doch gibt es kein oberirdisches Fließgewässer, weil das Niederschlagswasser im verkarsteten Untergrund versickert. Auf dem Gebiet gibt es mehrere Karstphänomene, darunter zwei Gouffres (Grotten), nämlich den Creux de la Violette und den Creux-Sureau.
Zu Hyet gehört die Siedlung La Maison-Neuve (270 m) an der Hauptstraße N57 im Tal der Quenoche. Nachbargemeinden von Hyet sind Mailley-et-Chazelot und Pennesières im Norden, Quenoche im Osten, La Malachère und Rioz im Süden sowie Trésilley und Fondremand im Westen.

## Geschichte
Ein Gräberfeld aus der Merowingerzeit weist auf eine frühe Besiedlung des Gebietes hin. Im Mittelalter gehörte Hyet zur Freigrafschaft Burgund und darin zum Gebiet des Bailliage d’Amont. Die lokale Herrschaft über das Dorf hatte die Baronie Fondremand inne. Zusammen mit der Franche-Comté gelangte Hyet mit dem Frieden von Nimwegen 1678 definitiv an Frankreich. Heute ist Hyet Mitglied des 33 Ortschaften umfassenden Gemeindeverbandes Communauté de communes du Pays Riolais.

## Bevölkerung
| Jahr                       | 1962 | 1968 | 1975 | 1982 | 1990 | 1999 |
| Einwohner                  | 106  | 105  | 82   | 90   | 78   | 88   |
| Quellen: Cassini und INSEE |      |      |      |      |      |      |

Mit 119 Einwohnern (1. Januar 2022) gehört Hyet zu den kleinsten Gemeinden des Département Haute-Saône. Nachdem die Einwohnerzahl in der ersten Hälfte des 20. Jahrhunderts deutlich abgenommen hatte (1906 wurden noch 143 Personen gezählt), wurden in den letzten Jahrzehnten nur noch relativ geringe Schwankungen verzeichnet.

## Wirtschaft und Infrastruktur
Hyet war bis weit ins 20. Jahrhundert hinein ein vorwiegend durch die Landwirtschaft (Ackerbau, Obstbau und Viehzucht) und die Forstwirtschaft geprägtes Dorf. Außerhalb des primären Sektors gibt es nur wenige Arbeitsplätze im Dorf. Mittlerweile hat sich der Ort auch zu einer Wohngemeinde gewandelt. Einige Erwerbstätige sind deshalb Wegpendler, die in den größeren Ortschaften der Umgebung ihrer Arbeit nachgehen.
Die Ortschaft ist verkehrstechnisch gut erschlossen. Sie liegt nahe der Hauptstraße N57, die von Besançon nach Vesoul führt. Weitere Straßenverbindungen bestehen mit Fondremand und Quenoche.